# Хатам аль-Анбия
Мече́ть Хата́м аль-Анби́я (перс. خاتم الأنبیاء‎ — «печать пророков»), или Мечеть Печати пророков, — мечеть в Москве, на территории резиденции посла Исламской Республики Иран, построенная в 1994—1995 годах.
Название происходит от прозвания пророка Мухаммеда, который именуется последним пророком в Коране, то есть «печатью пророков» (33:40). Построена в типичном стиле для Передней Азии, мозаика, которой облицована мечеть, привезена из Ирана. Мечеть имеет два минарета, у неё имеется достаточно массивный купол. При мечети работает медресе (вернее рядом с мечетью).
Относится к течению шиизма. Проповеди проводятся на фарси. Обычно посещать мечеть разрешено только гражданам Ирана (дипломатам и студентам). После того, как шиитам в 2019 году запретили молиться в мечети Инам, которая входит в состав мечети Ярдям, Хатам аль-Анбия осталась единственной шиитской мечетью в Москве. Из-за этого духовенство мечети впускает мусульман-шиитов, не имеющих иранского гражданства, особенно по крупным религиозным праздникам.